# Friedrich Grinzenberger
Friedrich Grinzenberger (1. prosince 1856 Wels – 6. listopadu 1921 Linz) byl rakousko-uherský admirál. U c. k. námořnictva sloužil jako kadet od roku 1875. Vystřídal službu na různých lodích a zastával také funkce v námořní administraci na ministerstvu války. Absolvoval dvě několikaleté výpravy do východní Asie (1884–1887, 1903–1904). V závěru kariéry byl velitelem námořní pěchoty (1907–1909) a v roce 1910 byl penzionován v hodnosti kontradmirála.

## Životopis

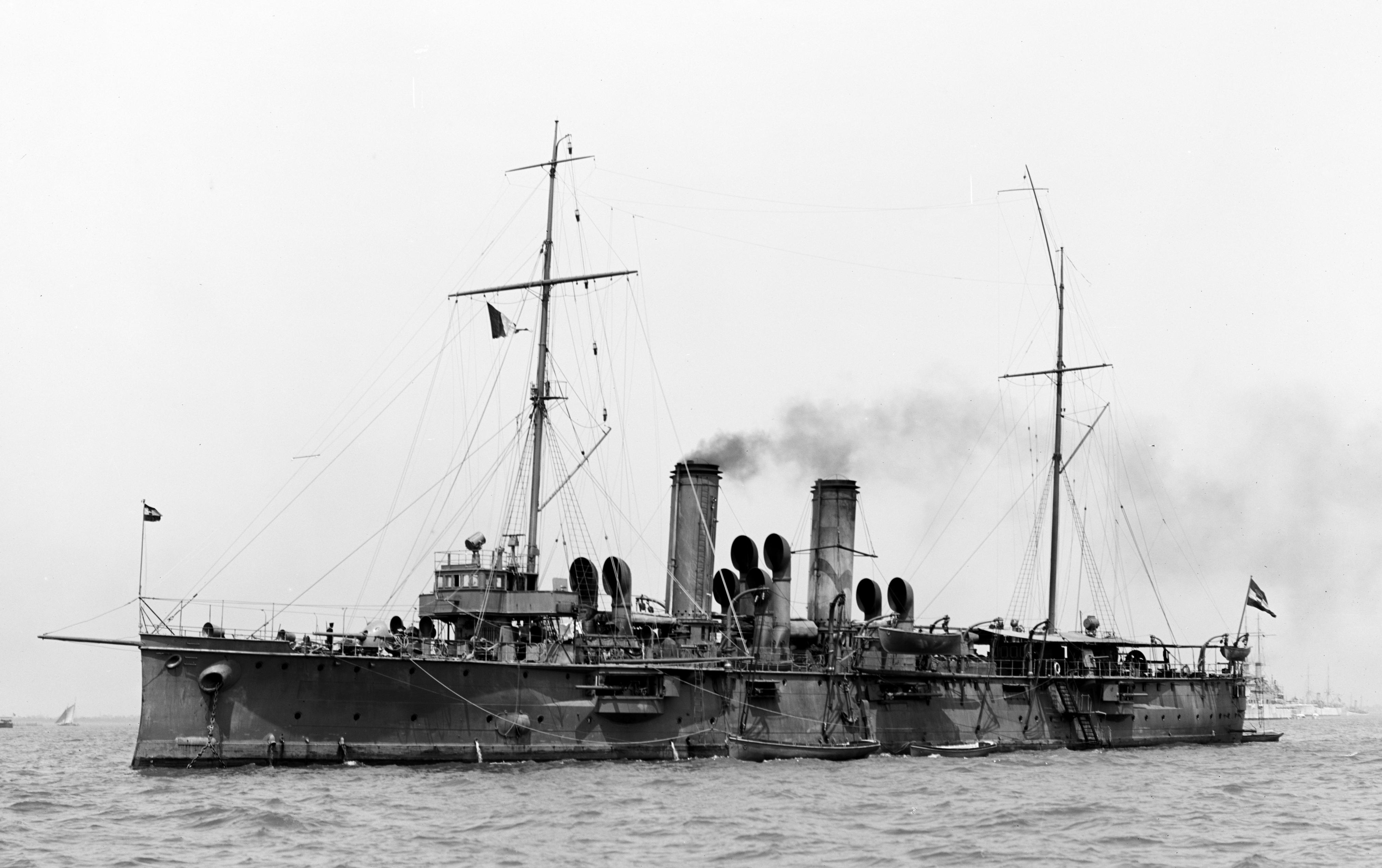
Křižník SMS Aspern, vlajková loď kapitána Grinzenbergera na Dálném východě (1903–1904)

Pocházel z rodiny Karla Grinzenbergera, krajského soudního rady ve Vídeňském Novém Městě. V letech 1866–1871 studoval na gymnáziích v Linzi a Vídeňském Novém Městě a poté pokračoval ve studiu na C. k. námořní akademii v Rijece (1871–1875). K námořnictvu vstoupil jako kadet v roce 1875  a další průpravu získal na cvičné lodi SMS Adria. V roce 1879 získal hodnost praporčíka a vystřídal službu na různých lodích. 
Jako navigační důstojník se pod velením kapitána Spetzlera zúčastnil výpravy na Dálný východ na dělovém člunu SMS Nautilus (1884–1887). Cílem expedice bylo kromě objevování nových námořních tras také získat obchodní kontakty v Asii. Loď vyplula koncem srpna 1884 z Puly a po zastávkách v řeckých a tureckých přístavech pokračovala přes Suezský průplav do Nizozemské východní Indie (Jakarta). Další cesta vedla do Siamu, Indočíny a Japonska. Nautilus dále pokračoval přes Filipíny a Čínu do Jokohamy a Vladivostoku (léto 1886). Se zastávkou na Cejlonu se pak loď v lednu 1887 vrátila do Puly. Během expedice byl Grinzenberger v roce 1886 povýšen na poručíka II. třídy a po návratu byl krátce navigačním důstojníkem na obrněné lodi SMS Kaiser Max. V letech 1887–1892 působil jako důstojník na prvním odboru námořní sekce ministerstva války a mezitím byl v roce 1890 povýšen na poručíka I. třídy. V letech 1892–1893 byl na lodích SMS Radetzky a SMS Prinz Eugen přidělen ke štábu eskadry a divize. V letech 1893–1894 vedl výcvik kadetů námořní akademie na cvičné lodi SMS Novara, poté se vrátil na ministerstvo války, kde byl důstojníkem prezidiální kanceláře námořní sekce (1894–1897).

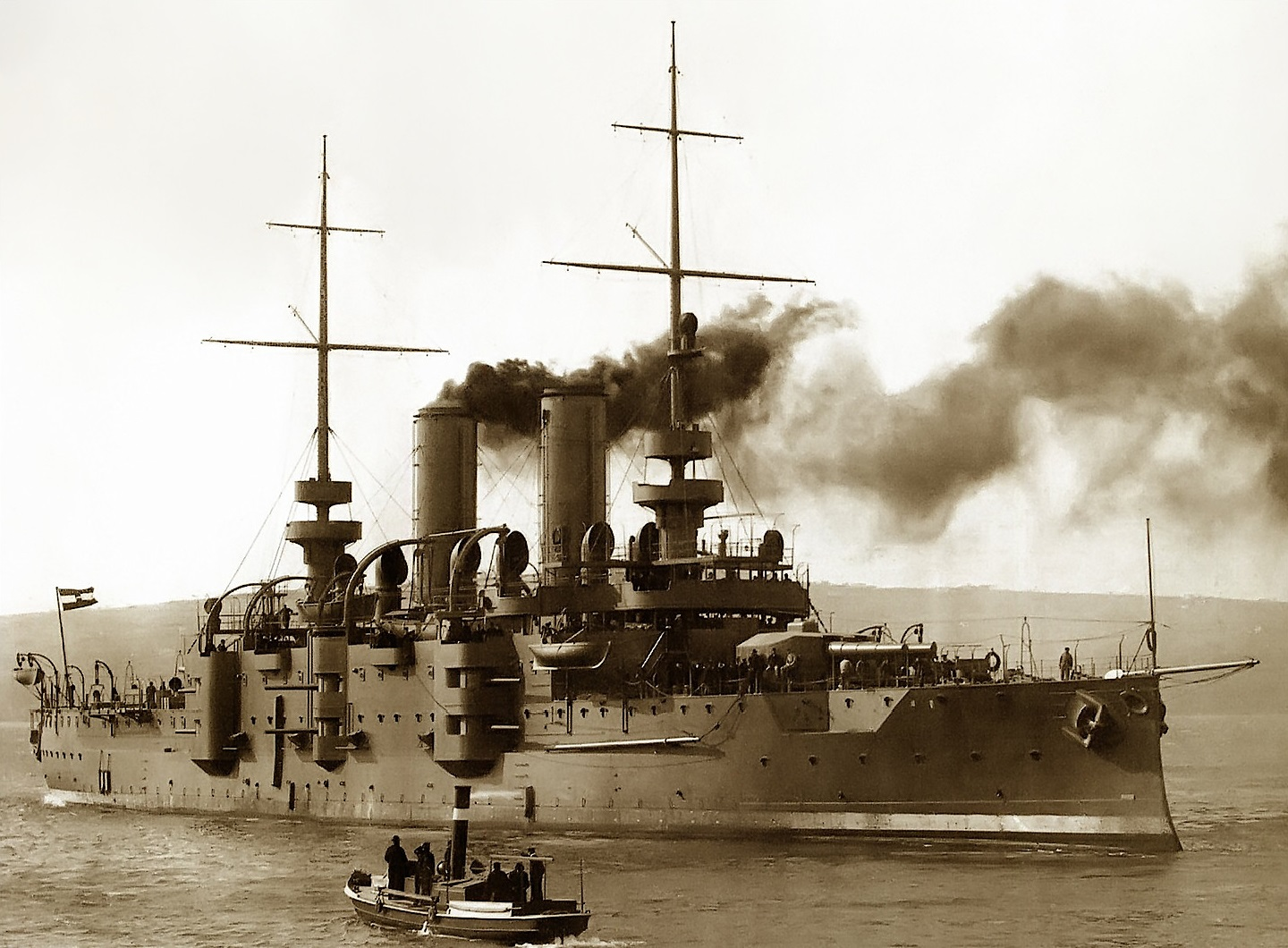
Bitevní loď SMS Babenberg, vlajková loď kapitána Grinzenbergera v letech 1906–1907

Během řecko-turecké války se v rámci mezinárodních operací zúčastnil blokády Kréty jako první důstojník na křižníku SMS Tiger (1897–1898) a následně získal hodnost korvetního kapitána (1. listopadu 1898). Poté byl velitelem torpédové lodi SMS Meteor a prvním důstojníkem na obrněné lodi SMS Custozza (1898–1900). V letech 1900–1903 působil znovu v prezidiální kanceláři námořní sekce na ministerstvu války a mezitím dosáhl hodnosti fregatního kapitána (1. listopadu 1901).
Jako velitel křižníku SMS Aspern absolvoval v letech 1903–1904 cestu na Dálný východ. Loď vyplula koncem září 1903 z Puly, přes egyptský přístav Port Said, Suezský průplav a Rudé moře pokračovala do Jemenu (Aden). Se zastávkami v Kolombu a Singapuru loď připlula k břehům Číny. Přítomnost velké válečné lodi měla demonstrovat sílu a působit jako prevence případných útoků proti cizincům jako bylo boxerské povstání. SMS Aspern opakovaně kotvil v Hongkongu a Šanghaji, proti proudu řeky Jang-c’-ťiang se vydal také do dalších čínských přístavů Nanking a Wu-chu. Na zpáteční cestu se křižník vypravil znovu přes Suezský průplav a do Poly se vrátil v listopadu 1904. Úlohu tzv. staniční lodi na Dálném východě mezitím převzal křižník SMS Kaiserin Elisabeth.  a po návratu byl na přelomu let 1904–1905 krátce šéfem štábu eskadry na vlajkové lodi SMS Habsburg. Poté byl přidělen ke sborovému námořnímu velitelství v Pule a velení námořní základny v Terstu (1905–1906), dvakrát také velel admirálské jachtě SMS Pelikan, která sloužila jako vlajková loď pro vrchního velitele námořnictva Rudolfa Montecuccoliho. K datu 1. května 1906 byl povýšen na kapitána řadové lodi a v rámci I. eskadry byl velitelem bitevní lodi SMS Babenberg (1906–1907). Nakonec byl velitelem námořní pěchoty (Matrosenkorps) v Pule (1907–1909). V této funkci mu jako vlajková loď byla přidělena SMS Tegetthoff, již vyřazená z aktivní služby. V září 1909 byl přeložen ke sborovému námořnímu velitelství v Pule a k datu 1. března 1910 byl penzionován. Při té příležitosti obdržel hodnost kontradmirála.
Po odchodu do výslužby žil nějakou dobu ve Vídni, v roce 1915 se přestěhoval do Linze a v soukromí se mimo jiné uplatnil jako amatérský malíř.

## Řády a vyznamenání
Během služby u námořnictva získal několik ocenění v Rakousku-Uhersku i v zahraničí.

### Rakousko-Uhersko
- Válečná medaile (1879)
- Vojenská záslužná medaile (1892)
- Vojenský záslužný kříž (1897)
- Jubilejní pamětní medaile (1898)
- Služební odznak pro důstojníky III. třídy (1900)
- Řád železné koruny III. třídy (1903)
- Vojenský jubilejní kříž (1908)

### Zahraničí
- komandérský kříž Řádu avizských rytířů (1903, Portugalsko)
- Řád pruské koruny (1904, Německo)
- Řád Medžidie II. třídy (1907, Osmanská říše)
- Řád červené orlice II. třídy (1909, Německo)